# Duottarjávrre
Duottarjávrre, enligt tidigare ortografi Tuottarjaure, är en sjö i Jokkmokks kommun i Lappland och ingår i Luleälvens huvudavrinningsområde. Sjön har en area på 1,3 kvadratkilometer och ligger 893 meter över havet. Duottarjávrre ligger i Padjelanta Natura 2000-område. Vid provfiske har röding fångats i sjön. Duottarjávrre avvattnas av Rådokjåhkå, ett biflöde till Gieddejåhkå - ett vattendrag som mynnar i Virihávrre.

## Delavrinningsområde
Duottarjávrre ingår i det delavrinningsområde (746517-155470) som SMHI kallar för Utloppet av Tuottarjaure. Medelhöjden är 955 meter över havet och ytan är 13,83 kvadratkilometer. Det finns inga avrinningsområden uppströms utan avrinningsområdet är högsta punkten. Rådokjåhkå som avvattnar avrinningsområdet har biflödesordning 4, vilket innebär att vattnet flödar genom totalt 4 vattendrag (Gieddejåhkå, Vuojatädno, Stora Luleälv, Luleälven) innan det når havet efter 447 kilometer. Avrinningsområdet består mestadels av kalfjäll (89 procent). Avrinningsområdet har 1,55 kvadratkilometer vattenytor vilket ger det en sjöprocent på 11,2 procent.

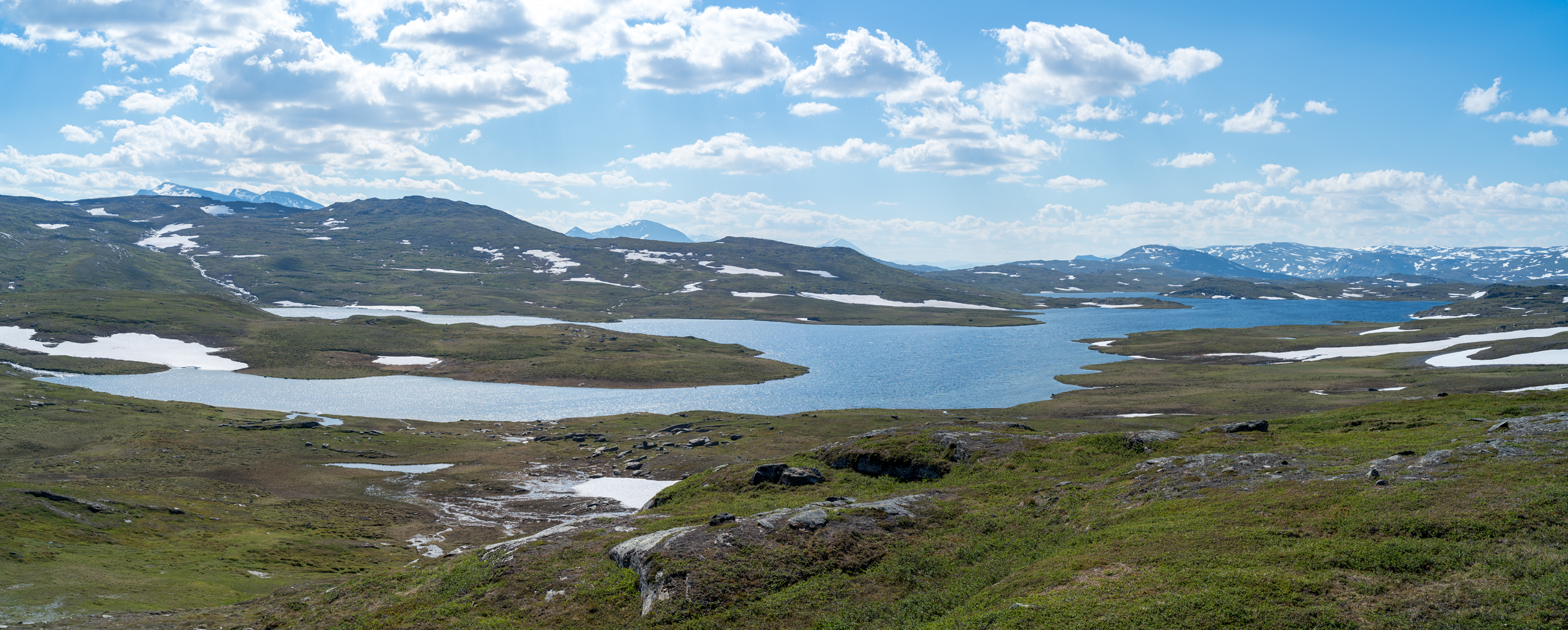
Duottarjávrre - vy mot SO.
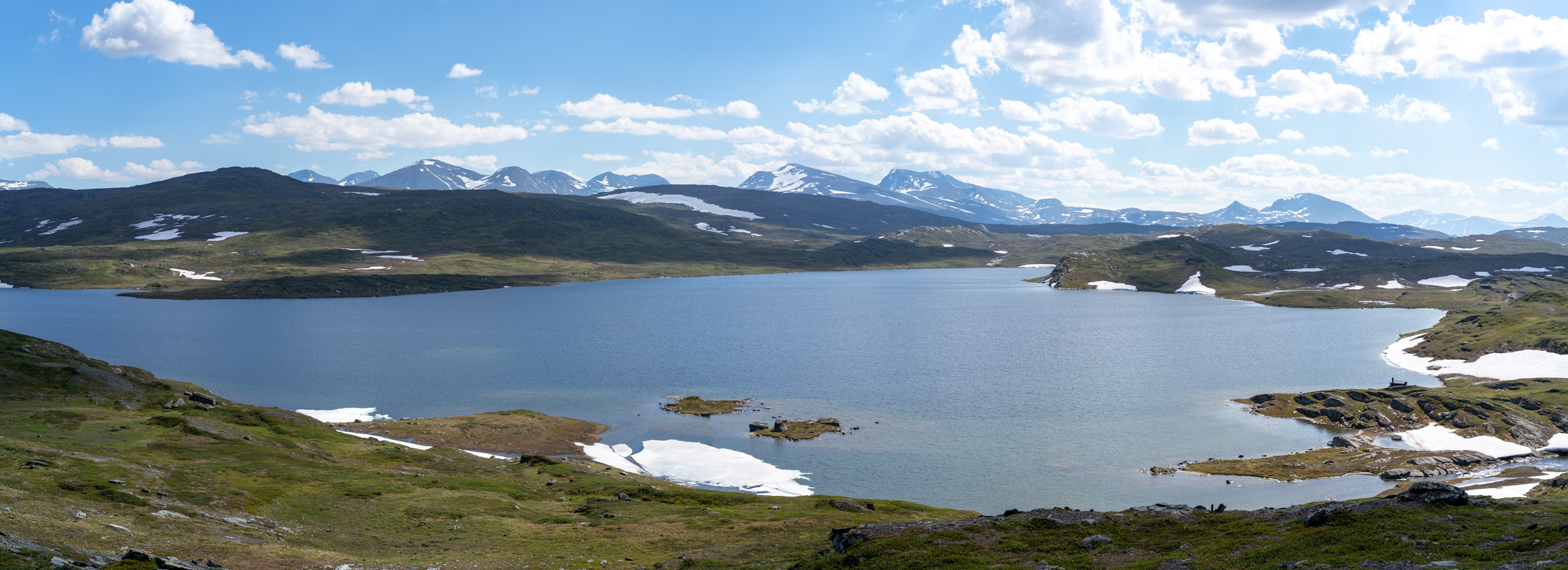
Duottarjávrre - vy mot öster.